# Jonas Strandberg (komiker)
Jonas Strandberg, född 22 mars 1988 i Horred, är en svensk ståuppkomiker och poddare. Han har bland annat gjort turnén "Inomhusbarn" och podden "Rätt upp i verkligheten" tillsammans med ståuppkomikern Johan Hurtig Wagrell.
Jonas Strandberg är känd för sina korta skämt och oneliners. Han började sin karriär som ståuppkomiker år 2013 och gjorde då 200 uppträdanden under det första året. År 2016 släppte han samlingen "Savantsyndrom" med singeln "Albinoskämtet". År 2017 släppte han hyllningsalbumet "Jonas Strandberg För Alltid". Han medverkade också i TV-programmet "Släng dig i Brunnen" år 2017 och 2018. 2019 debuterade han som filmskapare med dokumentären Det blev ingen CD.
Strandbergs humor handlar ofta om att vara eremit.
År 2015 gick han till final i SM i ordvitsar. År 2014 och 2015 nominerades han i kategorin Årets oneliner vid Svenska Stand up-galan och 2015 nominerades han även till Årets nykomling.